# عارف ارکین گوزل بی‌اوغلو
عارف ارکین گوزل بی‌اوغلو (انگلیسی: Arif Erkin Güzelbeyoğlu؛ زادهٔ ۱۱ سپتامبر ۱۹۳۵) بازیگر، بازیگر سینما، و بازیگر تلویزیون اهل ترکیه است. وی از سال ۱۹۶۵ میلادی تاکنون مشغول فعالیت بوده‌است.